# Preis für Verständigung und Toleranz
Der Preis für Verständigung und Toleranz ist ein internationaler Menschenrechts- und Toleranzpreis. Seit 2002 verleiht das Jüdische Museum Berlin zusammen mit der Gesellschaft der Freunde und Förderer der Stiftung Jüdisches Museum Berlin e. V. jährlich den Preis für Verständigung und Toleranz. Mit diesem Preis werden Persönlichkeiten aus Wirtschaft, Kultur und Politik geehrt, die sich auf herausragende Weise um Verständigung und Toleranz verdient gemacht haben.

## Hintergrund
Mit dem 2002 gestifteten, undotierten Preis will das Jüdische Museum Berlin „Persönlichkeiten, die sich auf herausragende Weise um Verständigung und Toleranz verdient gemacht haben“, ehren. Die Stifter betonen dabei „den gesellschaftlichen Wert eines respektvollen Miteinanders verschiedener ethischer, kultureller und religiöser Gruppierungen […] und gemahnen an den hohen Preis, den alle Beteiligten für Intoleranz zahlen“.
Die Auszeichnung wird jährlich während eines Banketts übergeben, an dem Gäste aus allen Bereichen der Gesellschaft als Spender teilnehmen.

## Preisträger
- 2002 Berthold Beitz, Heinrich von Pierer
- 2003 Otto Schily, Friede Springer
- 2004 Michael Otto, Johannes Rau
- 2005 Heinz Berggruen, Otto Graf Lambsdorff
- 2006 Daniel Barenboim, Helmut Panke
- 2007 Helmut Kohl, Fritz Stern
- 2008 Roland Berger, Imre Kertész
- 2009 Franz Fehrenbach und Christof Bosch (beide als Vertreter des Hauses Bosch), Michael Verhoeven
- 2010 Jan Philipp Reemtsma, Hubertus Erlen
- 2011 Angela Merkel
- 2012 Klaus Mangold, Richard von Weizsäcker
- 2013 Berthold Leibinger, Iris Berben
- 2014 Wolfgang Schäuble, Hubert Burda
- 2015 W. Michael Blumenthal
- 2016 Anita Lasker-Wallfisch und Renate Lasker-Harpprecht, Hasso Plattner
- 2017 Joachim Gauck, Joe Kaeser
- 2018 David Grossman, Susanne Klatten
- 2019 Heiko Maas, Anselm Kiefer
- 2020 Madeleine Albright, Igor Levit
- 2021 Charlotte Knobloch, Daniel Libeskind
- 2022 Herta Müller, Barrie Kosky
- 2023 Corinne Michaela Flick, Wolfgang Ischinger
- 2024 Margot Friedländer, Delphine Horvilleur